# آپولون (شرکت موسیقی)
آپولون شرکتی بود که از ۱۹۶۲ تا ۱۹۷۹ میلادی بر تولید و توزیع موسیقی در ایران سیطره داشت و در مالکیت و اداره دو برادر یهودی منصور و منوچهر بی‌بی‌یان بود.

## تاریخچه
این شرکت در اصل در ۱۹۵۴ به عنوان مغازهٔ فروش صفحه‌های وارداتی افتتاح شد. در ۱۹۵۶، منوچهر بی‌بی‌یان ویگن دردریان را که در آن زمان خواننده گمنامی بود و در کافه شمیران برنامه اجرا می‌کرد ملاقات کرد و تصمیم گرفت صفحه‌ای ۴۵ دور بر دقیقه‌ای را با یکی از آهنگ‌های او پر کند. ضبط اولین ترانه در استودیویی در منزل بی‌بی‌یان با یک ضبط دستی یک باندی انجام شد و آن‌ها ترانه معروف «خدا نگهدار» ویگن را ضبط کردند. این آهنگ که توسط «رویال رکوردز» منتشر شده اولین ترانه پاپ فارسی تولید شده‌است. بزودی آهنگ‌های «شاه ‌دوماد» و «بارون بارونه» ویگن منتشر شد. پس از ویگن، بی‌بی‌یان صفحه‌های روانبخش و پوران را منتشر کرد. پیش از تولید این آلبوم‌ها، تنها موسیقی پاپ موجود در ایران از هنرمندان خارجی بود. نتیجتاً تولیدات آن‌ها انقلابی در موسیقی مدرن فارسی ایجاد کرد و موفقیت تجاری‌شان نسل نوینی از موسیقیدانان، ترانه‌سرایان و خوانندگان را بخود جذب کرد و کار را با «آپولون رکوردز» که در حال رشد بود شروع کردند. آپولون خوانندگانی چون رامش، داریوش، و گیتی و آهنگسازی چون فرید زلاند را بخود جذب کرد.
بی‌بی‌یان به خاطر کشف «موسیقی لاله‌زاری» و خوانندگانی چون سوسن، آغاسی و فیروزه که هر کدام به تنهایی موفقترین هنرمندان از نظر تجاری در دهه ۱۹۷۰ ایران بودند، اعتبار می‌گیرد. در شش تا هفت سال پیش از انقلاب اسلامی، آپولون روزانه به‌طور متوسط ۲۵ هزار صفحه فروش داشت و آن‌ها را به نزدیک دویست فروشگاه صفحه در داخل و خارج از کشور عرضه می‌کرد. بدین ترتیب آپولون بزرگترین شرکت تولید موسیقی در کشور پیش از ۱۹۷۹ بود.

## آرگامان
آرگامان یکی از کمپانی‌های ضبط و پخش موسیقی در دهه ۱۳۵۰ خورشیدی در تهران بود. آرگامان از زیر مجموعه‌های شرکت آپولون و تحت مدیریت «منوچهر بی‌بی‌یان» بوده‌است. فعالیت‌های این کمپانی با وقوع انقلاب بهمن ۱۳۵۷ در ایران متوقف شد.